# Ken Maynard
Ken Maynard (Vevay, 21 luglio 1895 – Woodland Hills, 23 marzo 1973) è stato un attore statunitense.

## Biografia
Nato nello stato dell'Indiana, proveniva da una famiglia numerosa (era uno dei cinque figli), anche uno dei suoi fratelli, Kermit Maynard divenne attore. Iniziò la sua attività nel cinema muto nel 1923. Interruppe la sua carriera nel 1944 per poi ritornarvi, in piccole parti molti anni dopo, nel 1970.

## Riconoscimenti
- Celebrità della Hollywood Walk of Fame, 6751 Hollywood Blvd.

## Filmografia parziale

### Cinema
- Brass Commandments, regia di Lynn Reynolds (1923)
- The Man Who Won, regia di William A. Wellman (1923)
- The Gunfighter, regia di Lynn Reynolds (1923)
- Ladro d'amore (Cameo Kirby), regia di John Ford (1923)

- Somebody Lied, regia di Bryan Foy e Stephen Roberts - cortometraggio (1923)
- L'ombra di Washington (Janice Meredith), regia di E. Mason Hopper (1924)
- $50,000 Reward, regia di Clifford S. Elfelt (1924)
- The Demon Rider, regia di Paul Hurst (1925)
- North Star, regia di Paul Powell (1925)
- Fighting Courage, regia di Clifford S. Elfelt (1925)
- Haunted Range, regia di Paul Hurst (1926)
- The Grey Vulture, regia di Forrest Sheldon (1926)
- Senor Daredevil, regia di Albert S. Rogell (1926)
- The Unknown Cavalier, regia di Albert S. Rogell (1926)
- The Overland Stage, regia di Albert S. Rogell (1927)
- Somewhere in Sonora, regia di Albert S. Rogell (1927)
- The Land Beyond the Law, regia di Harry Joe Brown (1927)
- The Devil's Saddle, regia di Albert S. Rogell (1927)
- The Red Raiders, regia di Albert S. Rogell (1927)
- Gun Gospel, regia di Harry Joe Brown (1927)
- The Wagon Show, regia di Harry Joe Brown (1928)
- The Canyon of Adventure, regia di Albert S. Rogell (1928)
- The Upland Rider, regia di Albert S. Rogell (1928)
- The Code of the Scarlet, regia di Harry Joe Brown (1928)
- The Glorious Trail, regia di Albert S. Rogell (1928)
- The Phantom City, regia di Albert S. Rogell (1928)
- Cheyenne, regia di Albert S. Rogell (1929)
- The California Mail, regia di Albert S. Rogell (1929)
- The Lawless Legion, regia di Harry Joe Brown (1929)
- The Royal Rider, regia di Harry Joe Brown (1929)
- The Wagon Master, regia di Harry Joe Brown (1929)
- Señor Americano, regia di Harry Joe Brown (1929)
- Parade of the West, regia di Harry Joe Brown (1930)
- Lucky Larkin, regia di Harry Joe Brown (1930)
- The Fighting Legion, regia di Harry Joe Brown (1930)
- Mountain Justice, regia di Harry Joe Brown (1930)
- Song of the Caballero, regia di Harry Joe Brown (1930)
- Sons of the Saddle, regia di Harry Joe Brown (1930)
- L'inafferrabile (Fighting Thru o California in 1878), regia di William Nigh (1930)
- L'antro della morte (The Two Gun Man o Two Gun Man), regia di Phil Rosen (1931)
- I banditi del fiume rosso (Alias the Bad Man), regia di Phil Rosen (1931)
- The Arizona Terror, regia di Phil Rosen (1931)
- Il passo del lupo (Range Law), regia di Phil Rosen (1931)
- Branded Men, regia di Phil Rosen (1931)
- Solo contro tutti (The Pocatello Kid), regia di Phil Rosen (1931)
- La fattoria maledetta (Sunset Trail), regia di B. Reeves Eason (1932)
- Lo sceriffo (Texas Gun Fighter), regia di Phil Rosen (1932)
- Hell-Fire Austin, regia di Forrest Sheldon (1932)
- Il cavaliere della prateria (Whistlin' Dan), regia di Phil Rosen (1932)
- Dynamite Ranch, regia di Forrest Sheldon (1932)
- Come On, Tarzan, regia di Alan James (1932)
- False Faces, regia di Lowell Sherman (1932)
- Between Fighting Men, regia di Forrest Sheldon (1932)
- Tombstone Canyon, regia di Alan James (1932)
- Drum Taps, regia di J.P. McGowan (1933)
- Phantom Thunderbolt, regia di Alan James (1933)
- The Lone Avenger, regia di Alan James (1933)
- Il re dell'arena (King of the Arena), regia di Alan James (1933)
- The Fiddlin' Buckaroo, regia di Ken Maynard (1933)
- The Trail Drive, regia di Alan James (1933)
- Strawberry Roan, regia di Alan James (1933)
- Fargo Express, regia di Alan James (1933)
- Gun Justice, regia di Alan James (1933)
- Wheels of Destiny, regia di Alan James (1934)
- Honor of the Range, regia di Alan James (1934)
- Smoking Guns, regia di Alan James (1934)
- Il mistero del ranch (In Old Santa Fe), regia di David Howard e Joseph Kane (1934)
- Mystery Mountain, regia di Otto Brower e B. Reeves Eason (1934)
- Western Frontier (1935)
- Heir to Trouble (1935)
- Heroes of the Range (1936)
- Avenging Waters (1936)
- Il cavaliere senza paura (1936)
- Il tesoro della morte (1937)
- Whirlwind Horseman (1938)
- Flaming Lead (1939)
- Death Rides the Range (1939)
- Phantom Rancher (1940)
- Wild Horse Stampede (1943)
- Blazing Guns (1943)
- Death Valley Rangers (1943)
- Arizona Whirlwind (1944)
- Westward Bound, regia di Robert Emmett Tansey (1944)
- Bigfoot (1970)